# Toungouska Pierreuse
Pour les articles homonymes, voir Toungouska.
La Toungouska Pierreuse (en russe : Подкаменная Тунгуска, Podkamennaïa Toungouska) est une rivière sibérienne longue de 1 865 km. C'est un affluent de l'Ienisseï en rive droite. Tout son cours est situé en fédération de Russie.

## Géographie
La Toungouska Pierreuse naît de la confluence des rivières Tetere et Katanga (cette dernière étant la plus longue), dans les montagnes de Sibérie à environ 400 km au nord de Bratsk, dans l'oblast d'Irkoutsk. La source de ces rivières se situe à une altitude de 812 m. La Toungouska Pierreuse s'écoule vers le nord-ouest à travers la zone montagneuse puis traverse le Kraï de Krasnoïarsk avant de se jeter dans l'Ienisseï en rive droite, au niveau du village de Podkamennaïa Toungouska situé au nord de la chaîne de l'Ienisseï (Енисейский кряж)), laquelle culmine à 1 104 mètres d'altitude au mont Ienachimski Polkan. Non loin de la confluence, sur l'autre berge de l'Ienisseï se trouve le village de Bor où se trouve le siège de la réserve naturelle de Sibérie centrale qui protège l'écosystème de la région. Elle traverse également une autre réserve naturelle, celle de la Toungouska, dont la station est à Vanavara.
La qualification de pierreuse provient de ce que le cours de la Toungouska est à certains endroits souterrain, enfoui sous des masses caillouteuses.
La Toungouska Pierreuse est navigable sur 571 km en amont de son point de confluence, jusqu'à la ville de Baïkit.

## L'explosion de la Toungouska
Le site de Vanavara, situé au bord de la rivière, est connu pour l'événement de la Toungouska : une gigantesque explosion a eu lieu en 1908 à environ 65 km de ce lieu et a rasé une immense zone. L'origine de cette explosion (a priori l'arrivée d'une météorite de grande taille) n'est aujourd'hui toujours pas certaine.

## Affluents et sous-affluents
- La Tchounia (rive droite)
- Le Velmo (rive gauche)
- La Teïa (rive gauche)
- La Stolbovaïa (rive droite)

## Localités traversées
Il n'y a pas de villes le long de la rivière. La région, souvent vierge, est très peu peuplée. On observe seulement quelques petites et rares bourgades comme :
- Oust-Kamo,
- Baïkit, Poligous
- Kouzmovka

## Hydrométrie - Les débits à Kouzmovka
Le débit de la Toungouska Pierreuse a été observé pendant 52 ans (1938-1989) à Kouzmovka, localité située à près de 200 kilomètres en amont de son confluent avec l'Ienisseï . 
À Kouzmovka, le débit annuel moyen ou module observé sur cette période a été de 1 575 m3/s pour une surface prise en compte de 218 000 km2, soit environ 90 % du bassin versant de la rivière.
La lame d'eau écoulée dans le bassin versant de la rivière atteint ainsi le chiffre de 228 millimètres par an, ce qui doit être considéré comme assez élevé pour la Sibérie.
La Toungouska Pierreuse est un cours d'eau abondant mais très irrégulier, et qui présente deux saisons.  
Les hautes eaux se déroulent en mai et juin, et correspondent à la fonte des neiges. Dès le mois de juillet, le débit de la rivière baisse rapidement, mais garde en moyenne un débit consistant jusqu'à la saison des basses eaux qui a lieu en hiver, de janvier à avril, et durant laquelle les débits mensuels ne sont jamais minimes, et tombent très rarement sous les 100 m3/s. 

Le débit moyen mensuel observé en mars (minimum d'étiage) atteint 222 m3/s, soit à peu près 30 fois moins que le débit moyen du mois de mai (6 456 m3/s), ce qui témoigne de la forte amplitude des variations saisonnières. Sur la période d'observation de 52 ans, le débit mensuel minimal a été de 99,8 m3/s (mars 1969) — mais il s'agissait d'un hiver exceptionnellement sec —, tandis que le débit mensuel maximal s'est élevé à 15 100 m3/s (juin 1983). 

En ce qui concerne la période estivale, libre de glace (de mai à septembre inclus), sur une période de 59 ans (1938-1999), le débit minimal observé a été de 504 m3/s en août 1947. Un débit estival inférieur à ce niveau est très improbable. 
 
Quant aux débits moyens annuels, ils ont oscillé entre 1 137 m3/s en 1968, et 2 316 m3/s en 1974.

## Notes et références

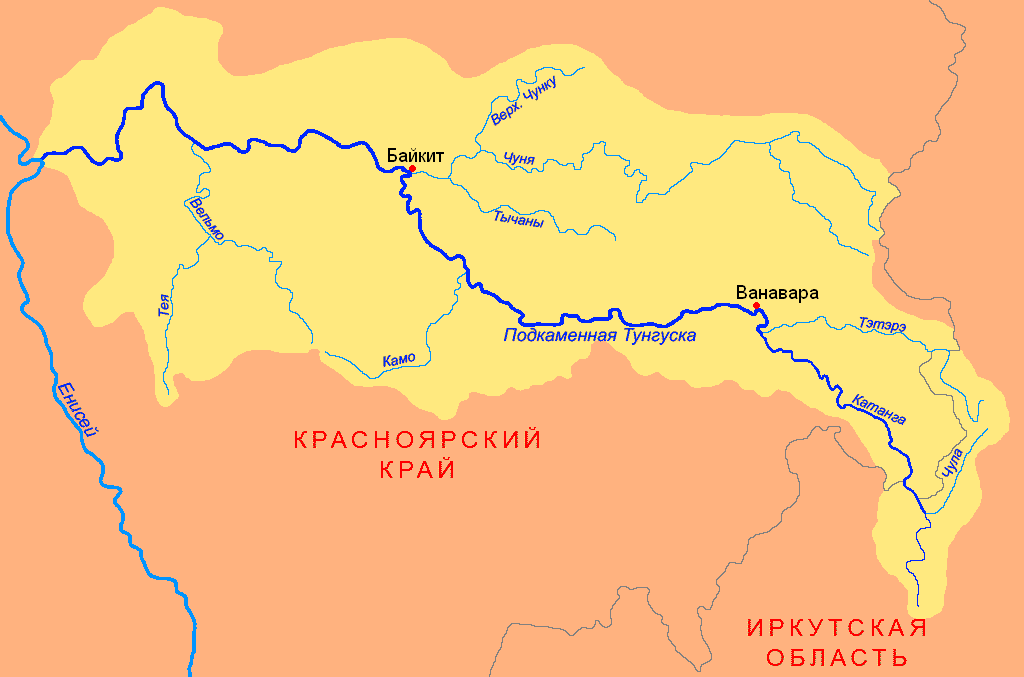
Carte de la Toungouska Pierreuse